# 福井一喜
福井 一喜（ふくい かずき、1987年-）は、日本の地理学者。流通経済大学社会学部准教授。博士（理学）。専門は人文地理学、観光地理学、経済地理学。埼玉県出身。

## 略歴
2011年に法政大学文学部地理学科を卒業後、筑波大学大学院博士前期課程生命環境科学研究科地球科学専攻地誌学分野に進み2013年に修了。2016年に筑波大学大学院博士後期課程生命環境科学研究科地球環境科学専攻地誌学分野を修了。
職歴は以下のとおりである。
- 2016-2017年　筑波大学大学院生命環境系 博士特別研究員
- 2017年　桜美林大学ビジネスマネジメント学群 非常勤講師
- 2016-2018年　流通経済大学経済学部 非常勤講師
- 2016-2018年　長野大学環境ツーリズム学部 非常勤講師
- 2018-2021年　流通経済大学社会学部国際観光学科 助教
- 2016年-現在　國學院大学経済学部 非常勤講師
- 2018年-現在　駒澤大学文学部地理学科 非常勤講師
- 2021年-現在　流通経済大学社会学部国際観光学科 准教授
- 2022年-現在　茨城県取手市公募補助金検討委員会委員長
- 2022年-現在　茨城県龍ケ崎市市民活動推進委員会委員長

## 著書
- 『「無理しない」観光 価値と多様性の再発見』ミネルヴァ書房 2022年2月
- 『自由の地域差 : ネット社会の自由と束縛の地理学』流通経済大学出版会 2020年1月

## 論文
- 国内観光市場の地理的偏在――観光政策の地理的限界とCOVID-19. 流通経済大学社会学部論叢 31(2) 111-138 2021年3月
- 観光の経済効果の地域格差 ――観光政策による格差再生産とCOVID-19. E-jounal GEO 15(2) 2020年12月
- 日本の観光政策をめぐる論理・倫理・立地の基本的整理――観光政策の地理学的批判とCOVID-19. 流通経済大学社会学部論叢 31(1) 73-94 2020年9月
- 美術館・博物館はどこにある? : 芸術鑑賞機会の地域(格)差の分析に向けて (社会学部開校30周年記念論文集). 流通経済大学社会学部論叢 29(2) 237-248 2019年3月
- 東京大都市圏に居住する若者の観光・レジャーにおけるSNS利用―「SNS映え」を超克する若者たち―. E-journal GEO 14(1) 1-13 2019年
- 東京大都市圏の若者の観光・レジャーとSNS利用 (特集 都市×若者×観光). 地理 63(9) 18-25 2018年9月
- 温泉観光地における需給接合と情報流通の再編:─群馬県草津温泉における宿泊業のインターネット利用の分析から─. 地學雜誌 126(5) 595-615 2017年
- 地方都市の中心商店街における新規事業の創出:―長野県佐久市岩村田本町商店街の事例―. 都市地理学 11 59-70 2016年（共著者：金 延景, 上野 李佳子, 兼子 純）
- 東京のベンチャーIT企業をめぐる情報技術者コミュニティの役割:―東京の大規模会合の分析を通して―. 経済地理学年報 62(2) 87-101 2016年
- 群馬県草津温泉の宿泊業におけるインターネット利用の動態 : 宿泊施設の経営戦略に着目して. 地理学評論. [Series A] 88(6) 607-622 2015年11月
- 長野県佐久市岩村田地区における商業空間の変容. 地域研究年報 (37) 231-254 2015年2月（共著者：金 延景, 上野 李佳子, 兼子 純）
- 「トランスナショナル化するアントレプレナーシップ」の形成. 日本地理学会発表要旨集 2015 100204-100204 2015年
- 需給チャネルからみた首都圏外縁部中心市街地の商業特性 : 茨城県水海道地域を事例に. 地域研究年報 (36) 1-34 2014年（共著者：福井 一喜, 神 文也, 渡邊 瑛季, 周 軼飛, 薛 琦, 中川 紗智, 市川 康夫, 山下 清海）
- 宿泊業者のインターネット対応からみた温泉観光地の構造変化 : 群馬県草津温泉の事例(4月例会・第28回修士論文発表会,関東支部,例会記録(2013年4月～6月)). 経済地理学年報 59(3) 355-355 2013年
- 新聞広告を介した情報流通の地域的差異性 : 新聞間の比較分析から. 地理空間 6(2) 141-154 2013年
- 広告媒体としてのローカル新聞の存立形態 : 長野県飯田市の事例から. 地域研究年報 (35) 79-90 2013年

## 受賞歴
- 2021年　地理空間学会学術賞 著書『自由の地域差：ネット社会の自由と束縛の地理学』に対して
- 2017年　地理空間学会奨励賞

## メディア報道
- 「無理しない」観光 福井一喜著 経済的利益追求から脱却. 日本経済新聞 書評欄 2022年4月16日
- 無理をしない、観光のかたち　尊重すべきは小さな声．朝日新聞連載（にじいろの議）2023年７月12日